# ノルウェーの憲法

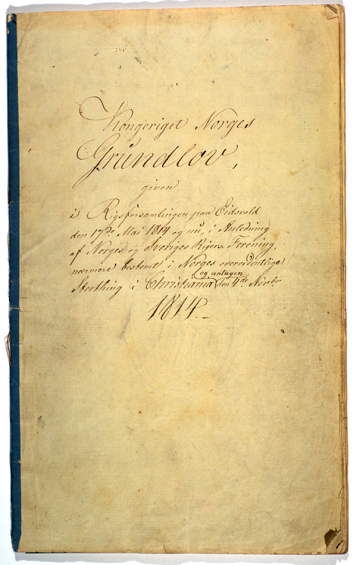
ノルウェー憲法の手書き版原本の表紙（1814年11月4日）

ノルウェーの憲法（ノルウェー語: Norges Grunnlov）は、ノルウェー王国の憲法。

## 歴史
1814年5月16日、首都クリスチャニア（現在のオスロ）の北に位置する小さな町アイツヴォルで開かれた制憲議会において採択され、翌5月17日に署名された。この日は現在憲法記念日となっている。
この憲法は1776年のアメリカ独立宣言とフランスの1791年憲法に触発されて制定されたもので、当時、ヨーロッパで最も急進的かつ民主的な憲法とされていた。憲法はこれまでに何度か改正されており、最も直近の改正は1995年7月23日に行われた。この改正により、国の行政権は国王の（「限定的な」）責任に帰するとされ、実際には立憲君主制、議会制民主主義として機能している。